# Zamek w Krupem
Zamek w Krupem – leżący przy drodze z Chełma do Krasnegostawu, przez współczesnych zwany fortecą, wznoszono od początku w. XVI przynajmniej do pierwszej połowy XVII stulecia.

## Historia
W roku 1492 Jerzy Krupski herbu Korczak wystawił pierwotnie niewielki zamek. Następnym właścicielem był Samuel Zborowski herbu Jastrzębiec oraz jego potomkowie  – Gnoińscy. Zborowski otoczył zamek murem kurtynowym z drewnianymi gankami strzelniczymi. Wiadomo że zamek miał wtedy 4 baszty ozdobione herbem Jastrzębiec oraz wieżę bramną. Dodatkowo zamku broniła fosa, rozlewiska i most zwodzony. W roku 1577 Krupe przeszło na własność kasztelanica chełmskiego Pawła Orzechowskiego, który przejąwszy zamek na własność przystąpił do jego rozbudowy nadając budowli renesansowy kształt.
Po roku 1644 zamek zmieniał często właścicieli nie ominęły go klęski najazdów i pożarów.
- ok. 1656 r. zniszczony przez Szwedów,
- w 1665 r. pożar niszczy mury, spłonęła cała zabudowa gospodarcza zamku,
- w 1670 r.  – z ruin zamek podnieśli dopiero następni właściciele  – Reyowie (potomkowie Mikołaja Reya)[4]

Kolejnymi właścicielami byli Niemirycze i Buczaccy herbu Pilawa, następnie po wygaśnięciu tego rodu w XVIII wieku, król Stanisław August Poniatowski przywilejem z dnia 5 października 1774 roku nadał ich dobra prawem kaduka Janowi Michałowi Rejowi, staroście nowokorczyńskiemu. Od 1782 roku właścicielami Krupego była rodzina Mrozowickich herbu Prus III. Nieopodal zamku Jan Michał Rej rozpoczął budowę dworu, którą to dokończył po 1783 roku ówczesny właściciel Mikołaj Mrozowicki, podkomorzy królewski i rotmistrz wojsk koronnych. Ów dwór zachował się do dziś.
- w roku 1794  na podniszczonym zamku wybuchł pożar. Nikt go już nie odbudowuje.

Kolejne zniszczenia i rozbiórki przyniosły wojny w XX w., między innymi Niemcy rozebrali część północną murów.
Dopiero w 1962 ruiny zostały zakonserwowane, częściowo wzmocnione i odnowione.

## Opis zamku
Zespół zamkowy składał się z głównej siedziby i podzamcza. Główna część zamku wzniesiona na planie kwadratu otoczona była wewnętrzną fosą; podzamcze chroniły okalające je mury z bastejami, mokradła i stawy. W pierwszym etapie rozbudowy powstało skrzydło północno-zachodnie. Budowla zwieńczona attyką miała arkadową galerię na obu kondygnacjach; na parterze z kamiennymi półkolumnami, na piętrze ceglanymi filarami. W tej części zamku znajdowały się pomieszczenia reprezentacyjne. Część mieszkalna urządzona została w przylegającej baszcie zachodniej. Skrzydło południowo-zachodnie – zamykające wewnętrzny dziedziniec – zbudowano w latach 1604–1608. Były tam pomieszczenia gospodarcze na parterze, a na piętrze izba stołowa, sale i pokoje przestrzenne. Również to skrzydło zwieńczone było attyką. Elewację wykonano w technice sgraffitowej, chronił ją gzyms kordonowy. Okna w boniowanych obramieniach rozmieszczono rytmicznie.
Do zamku prowadził most zwodzony; przez bramę wchodziło się na duży dziedziniec. Całość budowli miał charakter obronny z bastejami w narożach czworokątnego założenia. Baszta bramna z oknami strzelniczymi mieściła na piętrze sklepione pomieszczenie mieszkalne dla straży. Nad bramą wjazdową widniał Jastrzębiec, herb Zborowskich. W podzamczu mieszkała służba i rzemieślnicy, były tam też stajnie.
Rysunek zamku w Krupem zamieścił w swym albumie  – Adam Lerue. Album wydano w latach 1857–1860 w Zakładzie Litograficznym Adolfa Pecqa i S-ki w Warszawie.
Drzeworyt autorstwa Jana Styfi Zamku w Krupem zamieścił w roku 1863 Tygodnik Ilustrowany

## Galeria zdjęć współczesnych

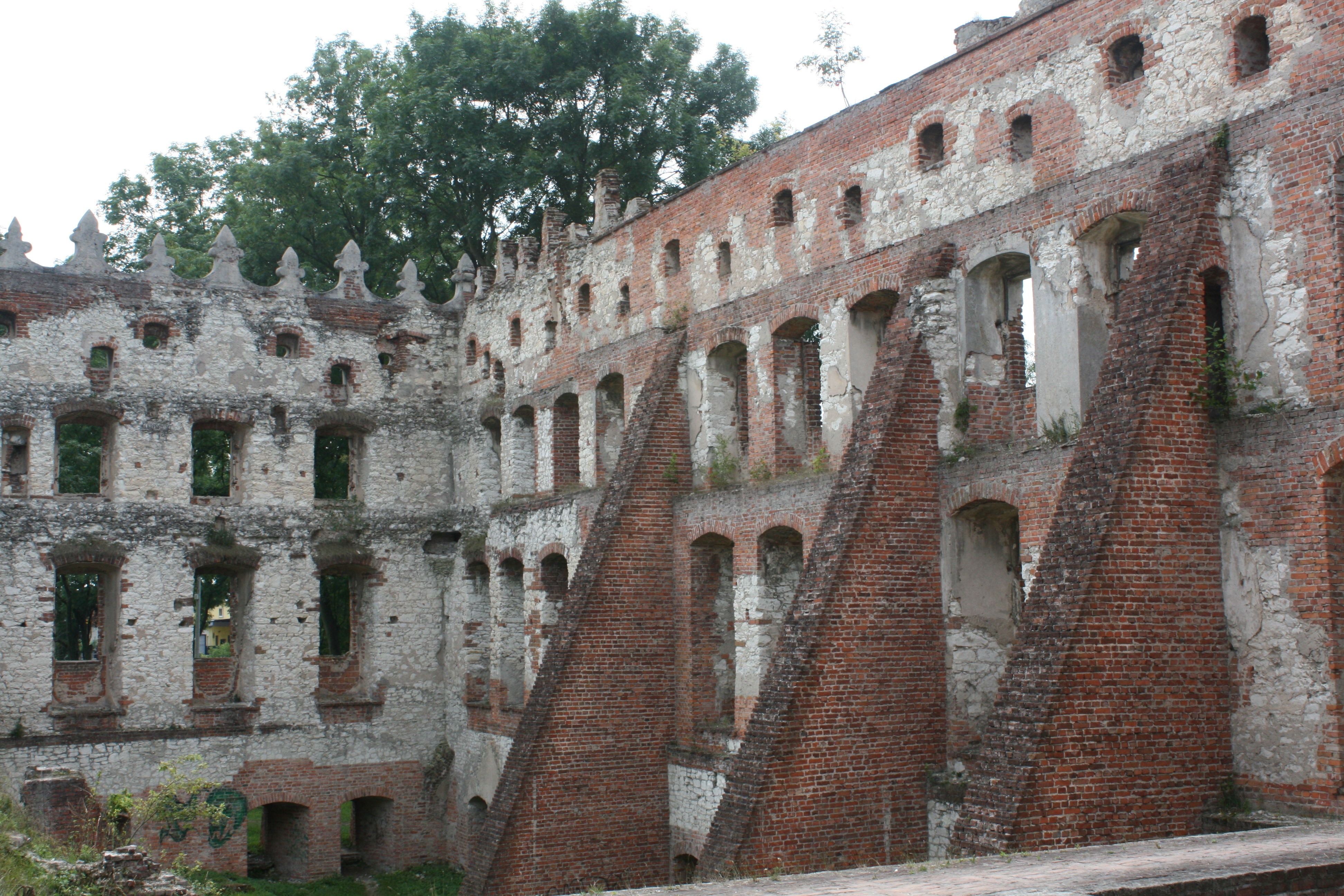
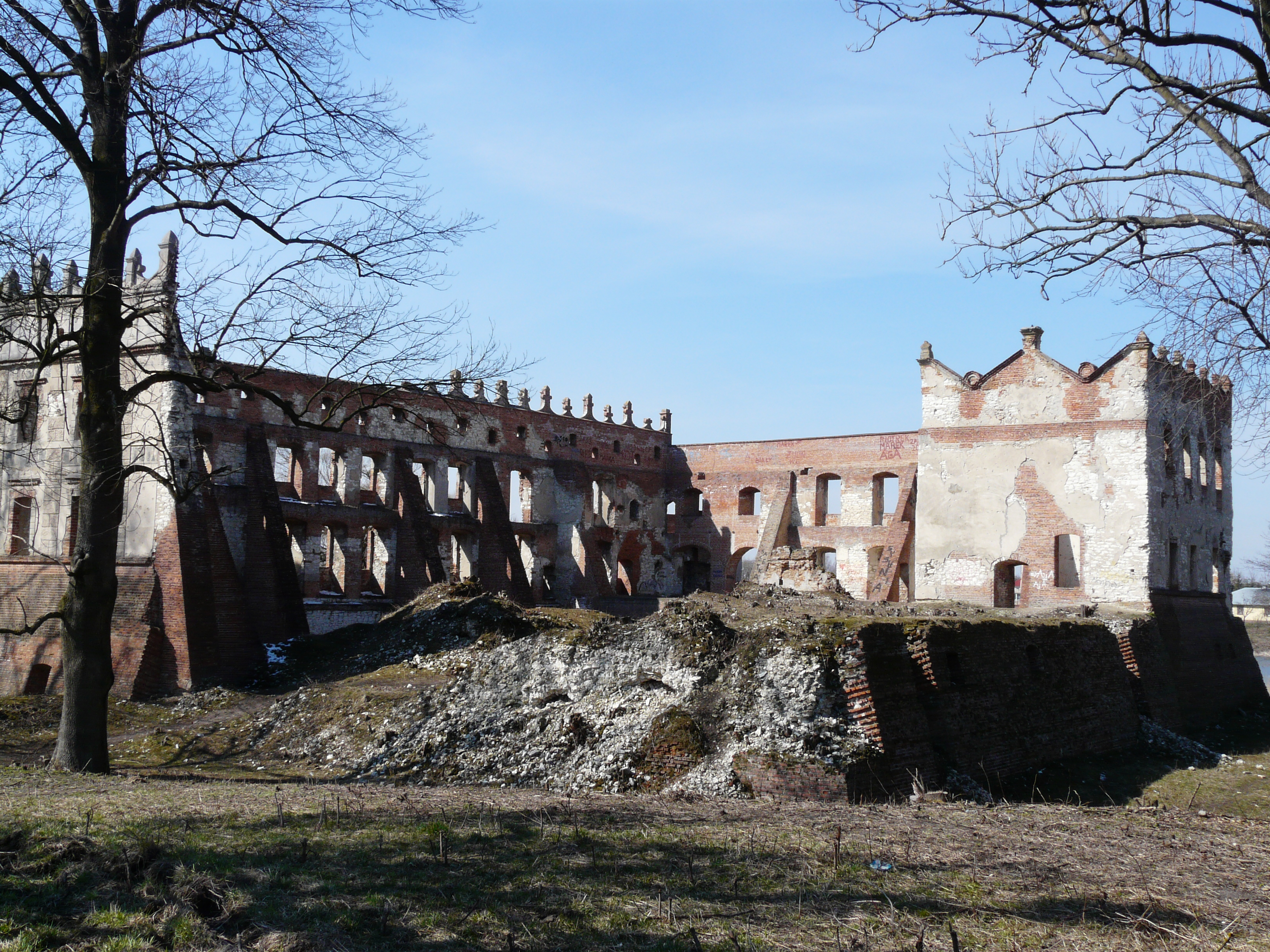
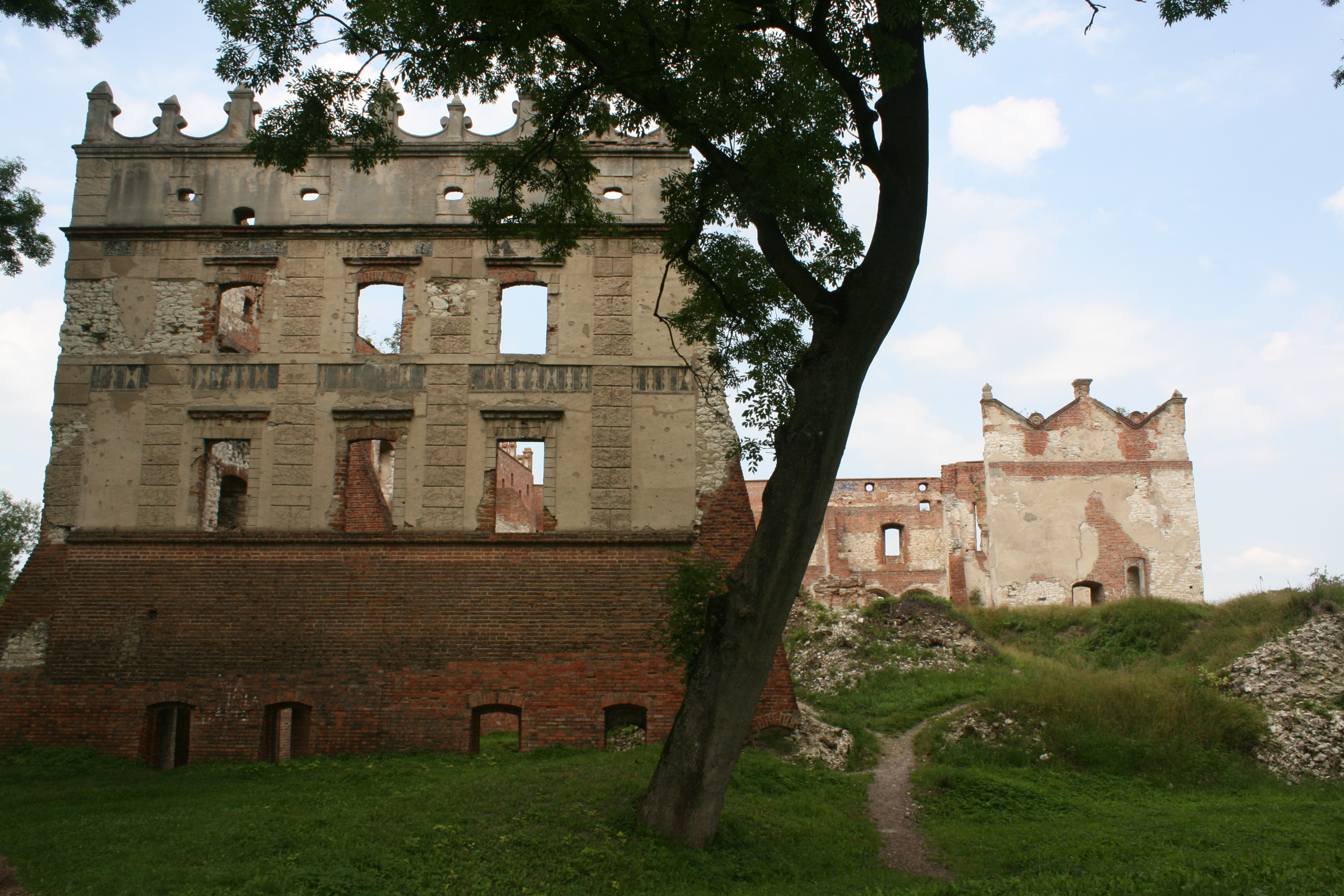
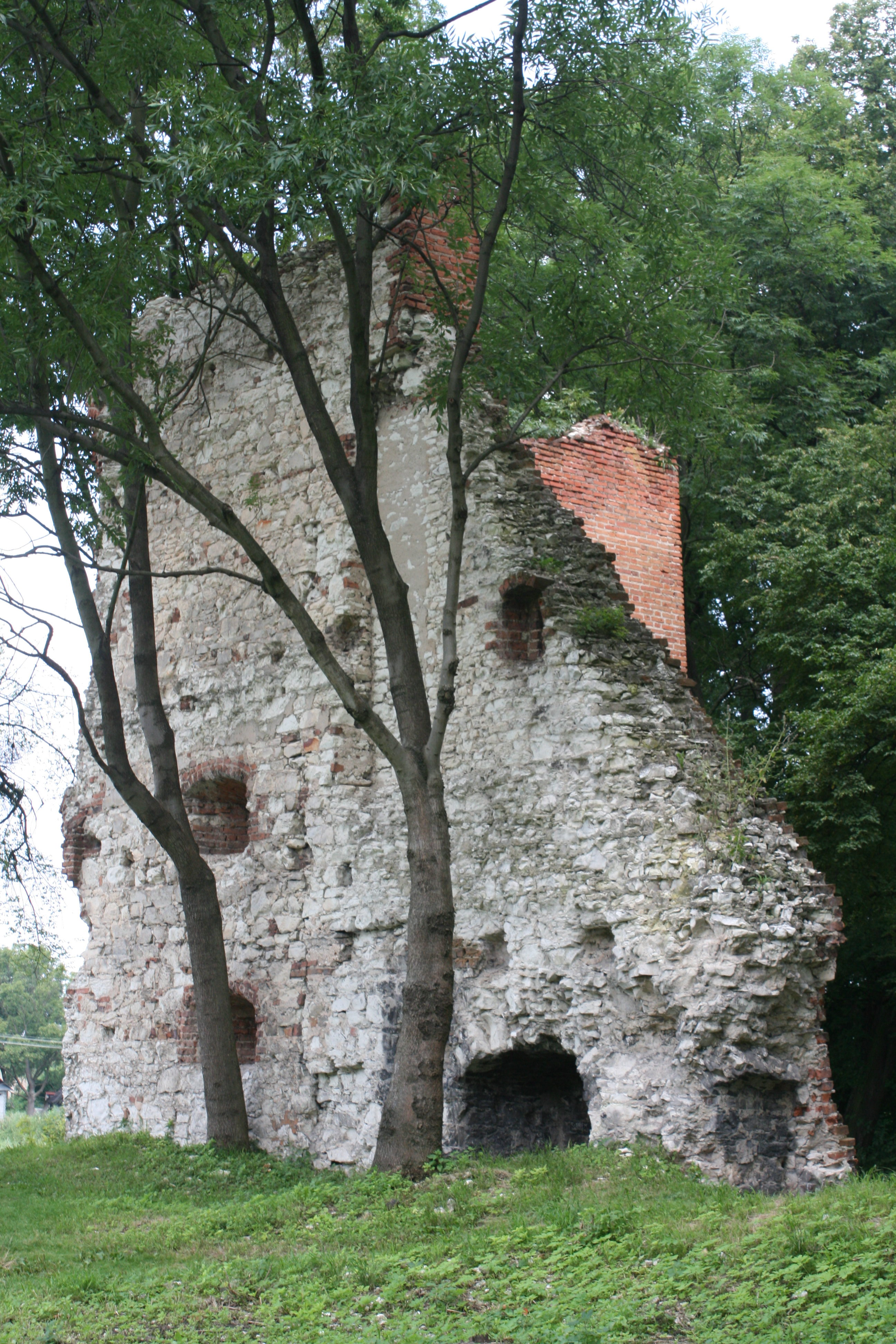
Fragment północnej bastei